# Hospital de Mataró
L'Hospital de Mataró és un centre hospitalari comarcal situat a la ciutat de Mataró, capital del Maresme. Va entrar en funcionament l'any 1999 i la seva gestió depèn de l'ens públic Consorci Sanitari del Maresme.
És resultat de la primera fusió d'antics hospitals en un consorci que tingué lloc a Catalunya, amb l'objectiu de crear un nou equipament d'abast comarcal que fos continuador dels dos centres històrics de la ciutat, l'Hospital de Sant Jaume i Santa Magdalena i la clínica L'Aliança Mataronina.
La seva àrea geogràfica d'influència inclou els municipis d'Arenys de Mar, Arenys de Munt, Argentona, Cabrera de Mar, Cabrils, Caldes d'Estrac, Dosrius, Òrrius, Premià de Dalt, Premià de Mar, Sant Andreu de Llavaneres, Sant Vicenç de Montalt, Vilassar de Dalt i Vilassar de Mar, que sumats a la població mataronina suposen un total de més de 270.000 habitants.

## Història
La història de l'Hospital de Sant Jaume i Santa Magdalena es remunta al segle xvii, si bé l'actual edifici fou bastit a mitjan segle xviii. Per la seva banda, L'Aliança Mataronina, una mutualitat de previsió social fundada l'any 1909, va construir l'edifici actual l'any 1964. Aquestes estructures físiques van quedar obsoletes davant els requeriments d'un hospital d'aguts modern.
Davant d'aquesta situació, l'any 1990 nasqué el Consorci Sanitari de Mataró per donar resposta a les necessitats d'ampliació de totes dues infraestructures i l'Ajuntament de Mataró assumí el deute històric que arrossegava l'hospital. Poc després, l'any 1994, la Generalitat de Catalunya va aprovar un projecte per a construir de bell nou nou hospital d'àmbit local i comarcal en un emplaçament que domina la ciutat des de la part més alta del barri de Cirera.
A partir de 1998 l'anterior consorci es convertí en el Consorci Sanitari del Maresme participat pel Departament de Salut, l'Ajuntament de Mataró i el Consell Comarcal del Maresme.
Amb la posada en funcionament del nou Hospital de Mataró el mes d'abril de 1999 culminà el procés d'unificació de l'activitat assistencial de la ciutat i de la seva àrea d'influència.

## L'edifici
L'edifici actual va ser projectat pels arquitectes Francesc Montaner, Assumpta Teixidor, Joaquim Lloret i Josep A. Rodríguez i fou inaugurat el 12 de desembre de 1998 pel president de la Generalitat Jordi Pujol juntament amb el conseller de Sanitat i l'alcalde mataroní Manuel Mas. La seva construcció comptà amb un pressupost de 8.000 milions de pessetes i en el seu moment va ser l'obra sanitària més gran que havia fet mai el govern català.
El nou hospital, situat en un solar orientat al sud-est amb un pendent aproximat del 7%, s'adapta a la topografia i aconsegueix, d'aquesta manera, disminuir l'impacte visual i permet l'accés a peu pla a cinc de les vuit plantes. La volumetria es divideix en dos cossos amb un tractament formal diferenciat: un edifici civil de formigó blanc per a l'activitat assistencial i un edifici industrial de xapa metàl·lica per a la cuina, l'àrea de manteniment i la central d'energies. A la coberta superior s'hi ubica un heliport.

## Activitat

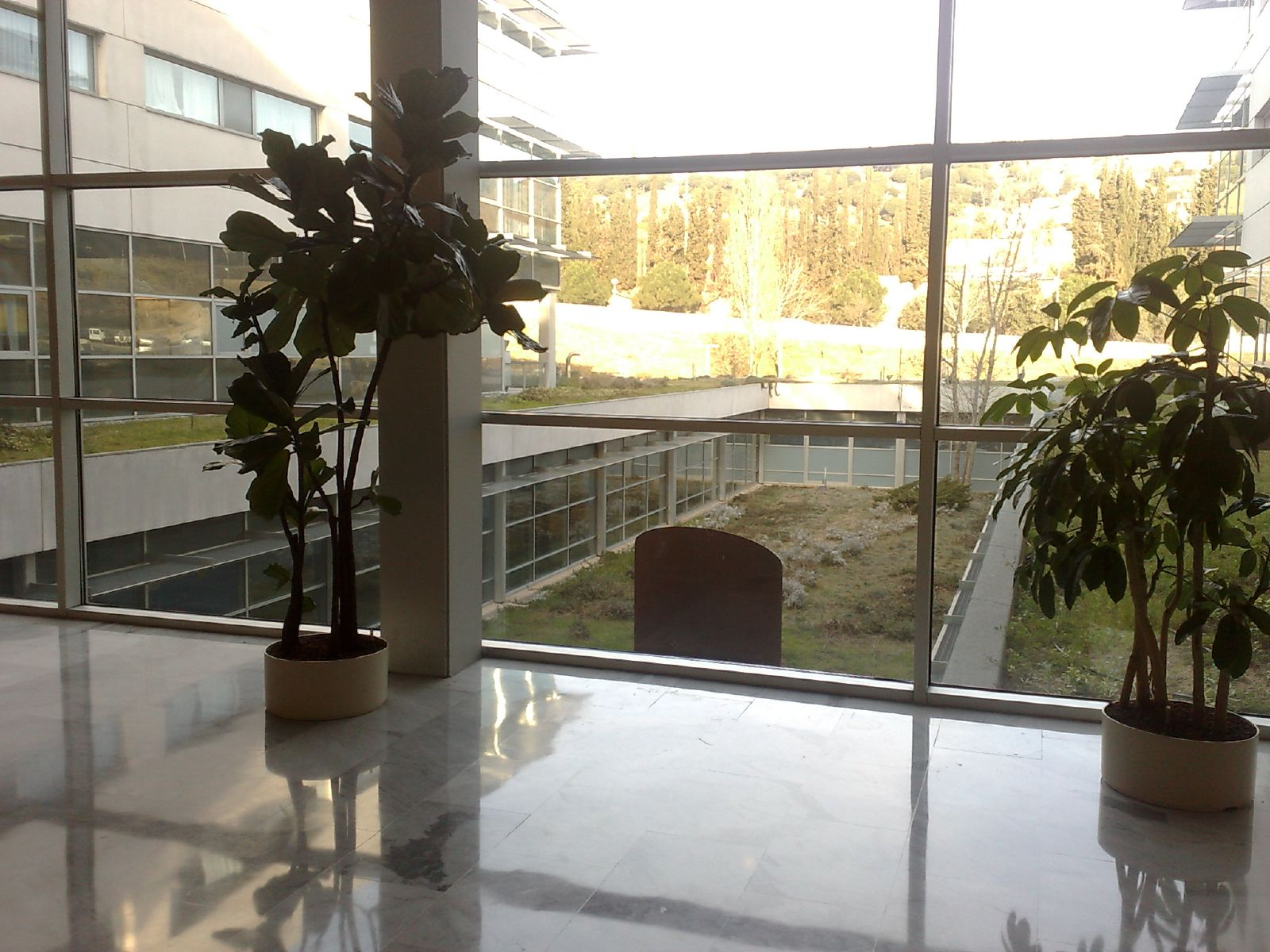
Vista d'un dels patis interiors.

### Activitat assistencial
L'Hospital de Mataró ofereix una àmplia cartera de serveis dins els àmbits de l'atenció especialitzada, l'atenció a la salut mental i les addiccions, i l'atenció sociosanitària. En concret disposa d'unitats i serveis d'una quinzena d'especialitats mèdiques (cardiologia, dermatologia, endocrinologia, medicina interna, neurologia, oncologia, etc.) i d'una desena d'especialitats quirúrgiques (angiologia, cirurgia general, oftalmologia, urologia, etc.), així com de l'àrea maternoinfantil (ginecologia, obstetrícia i pediatria) i dels serveis centrals com anestèsia, radiodiagnòstic, farmàcia, cures intensives i urgències.
En números rodons, l'any 2018 es registraren més de 20.000 altes totals i prop de 94.500 estades, així com al voltant de 113.000 visites d'urgències, 17.500 intervencions quirúrgiques i 680 ingressos a la UCI.

### Docència
El Consorci Sanitari del Maresme està acreditat per a la formació sanitària especialitzada (MIR, FIR, EIR, PIR i LLIR) des de 1994. Actualment acull 78 estudiants residents de Medicina assignats a 17 especialitats: dotze de mèdiques, tres d'infermeria, una de psicologia clínica i una de farmàcia hospitalària. Alhora, l'Hospital de Mataró col·labora amb diferents centres de formació professional de la branca sanitària per tal de facilitar als estudiants la possibilitat de fer les pràctiques i traslladar els seus coneixements teòrics a la realitat de l'àmbit clínic.

### Recerca
Els grups de recerca de l'Hospital estan integrats a l'Institut d'Investigació en Ciències de la Salut de l'Hospital Germans Trias i Pujol de Badalona. Les seves principals línies de recerca són la fisiologia esportiva, les malalties infeccioses respiratòries, l'àmbit de l'envelliment i la dependència, i l'avaluació de la qualitat assistencial i dels serveis sanitaris.

## Recursos estructurals
A data d'octubre de 2019, l'Hospital de Mataró disposava de prop de quatre-cents llits, incloent els dedicats als serveis d'hospitalització convencional (324), medicina intensiva (14), psiquiatria (50) i de l'hospital de dia (9). A més dels llits, hi ha 37 places per a tractaments de l'hospital de dia. Pel que fa a les sales d'operacions, n'hi ha un total de tretze, i estan destinades a cirurgia major (9), cirurgia menor (3) i obstetrícia (1). Aquest darrer servei també disposa de cinc sales de part i dilatació. Per la seva banda, la unitat de nounats compta amb quatre incubadores i 8 bressols.
Hi ha també un total de 103 consultes externes i gabinets. El servei d'urgències compta amb un total de 41 boxs o espais d'inspecció i consulta.